# Рохилла

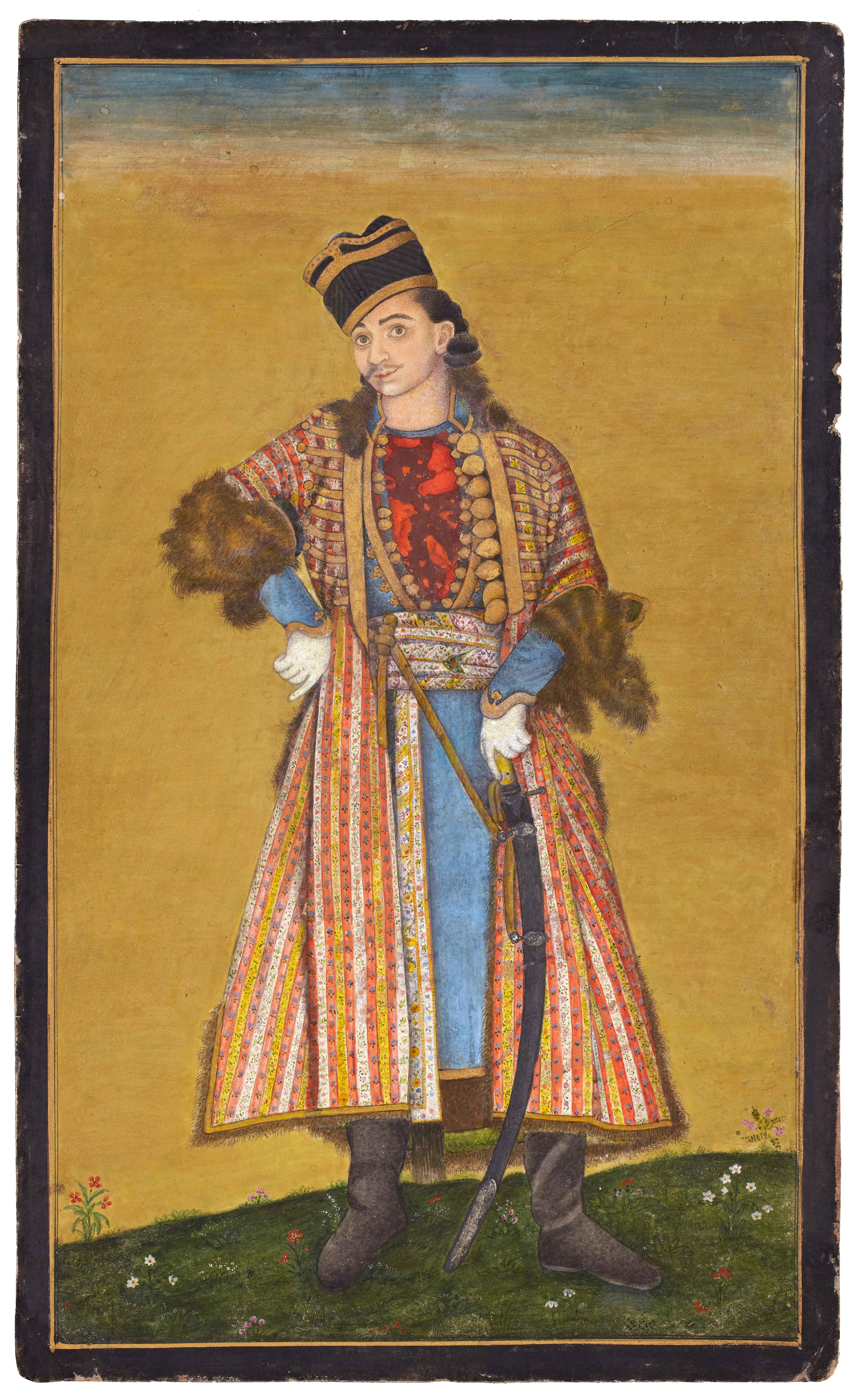
«Портрет афганца из племени рохилла», Северная Индия; 1821—1822. Часть коллекции Дэвида

Рохилла (урду روہیلہ‎) — община пуштунского происхождения, исторически проживающая в Рохилкханде, регионе в штате Уттар-Прадеш, Индия . Она образует крупнейшую общину пуштунской диаспоры в Индии и дала свое название региону Рохилкханд. Военные вожди Рохиллы поселились в этом регионе северной Индии в 1720-х годах, первым из которых был Дауд хан.
Рохиллы встречаются по всему Уттар-Прадешу, но больше сосредоточены в регионах Рохилкханд в округах Барейли и Морадабад. Между 1838 и 1916 годами некоторые рохиллы мигрировали в Гайану, Суринам и Тринидад и Тобаго в Карибском регионе Северной и Южной Америки. После раздела Индии в 1947 году многие рохиллы мигрировали в Карачи, Пакистан.

## Происхождение
Термин «Рохилла» впервые стал употребляться в XVII веке. Рохилла использовалось для обозначения людей, пришедших из земли Рох. Первоначально Рох был географическим термином, который в своем ограниченном значении соответствовал территории, простирающейся от Свата и Баджаура на севере до Сиби на юге и от Хасан Абдал (Атток) на востоке до Кабула и Кандагара на западе. Рох был родиной пуштунов, в южных предгорьях Гиндукуша. Исторически регион Рох также назывался «Пуштунхва» и «Афганистан». Пуштуны, особенно племя мандарр Юсуфзай, живущее в этой долине, были также известны как Рохилла, когда они заселили область, тогда известную как Катехр. Позже он стал известен как Рохилкханд, что означает «земля рохилла». Большинство рохилла мигрировали из Пуштунистана в Северную Индию в XVII-XVIII веках.

## История

### Ранняя история

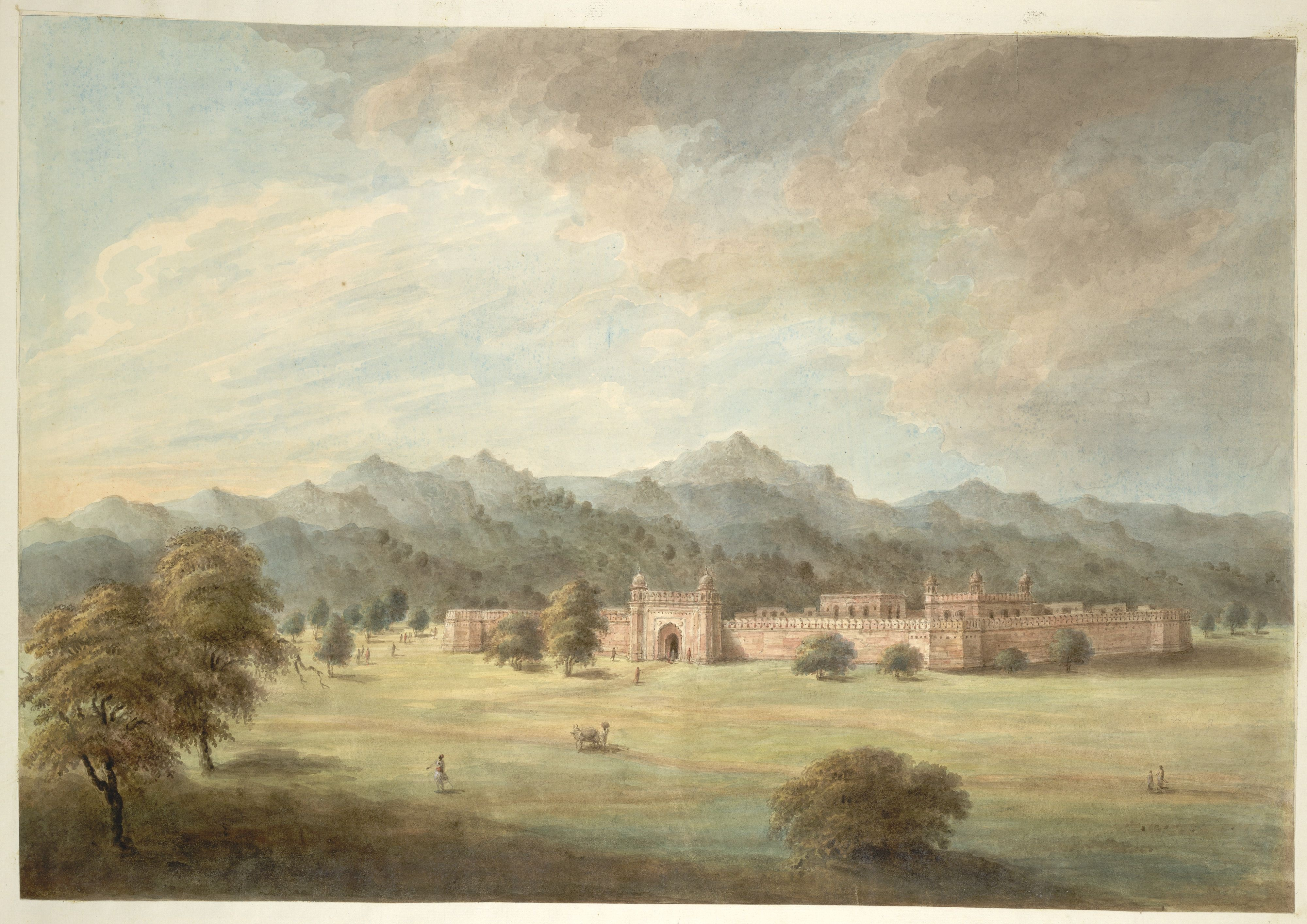
Форт Паттхаргарх за пределами Наджибабада, построенный Наджибом ад-Даулой в 1755 году. 1814-15 живопись.

Основателями пуштунского государства Рохилкханд были Дауд хан и его приёмный сын Али Мохаммед Хан. Дауд-хан прибыл в Южную Азию в 1705 году. Он привел с собой группу своего племени, бареч. Дауд-хан получил регион Катехр в тогдашней северной Индии от императора Великих Моголов Аурангзеба (правил в 1658—1707 годах) за подавление восстаний раджпутов, от которых пострадал этот регион. Первоначально около 20 000 солдат из различных пуштунских племен, таких как (Юсуфзай, Гори, Гильзаи, Бареч, Марват, Дуррани, Тарин, Какар, Нагар, Афридии, Бангаш и Хаттак), были наняты моголами для обеспечения наемных солдат для армии Великих Моголов. Это было оценено Аурангзебом, и с тех пор эта сила из 25 000 человек получила уважаемые должности в армии Великих Моголов.
Дауд-хану наследовал Али Мухаммад Хан в 1721 году. Он стал настолько могущественным, что отказался отправлять налоговые поступления центральному правительству. Сафдар Джанг, наваб Ауда, предупредил императора Великих Моголов Мухаммад-шаха о растущей власти рохилла. Это заставило Мухаммед-шаха послать против него экспедицию, в результате которой он сдался имперским войскам. Он был доставлен в Дели в качестве заключенного, но позже был помилован и назначен губернатором Сирхинда. Большая часть его солдат уже обосновалась в регионе Катехар во времена вторжения Надир-шаха в Северную Индию в 1739 году увеличило численность рохилла в этом районе до 100 000 человек. Из-за большого поселения пуштунов Рохилла, эта часть региона Катехар стала известна как Рохилкханд. Барейли был сделан столицей этого недавно образованного княжества Рохилкханд.
Когда в 1748 году Али Мухаммад Хан скончался, оставив шестерых сыновей. Однако двое из его старших сыновей на момент его смерти находились в Афганистане, а остальные четверо были слишком молоды, чтобы возглавить Рохилкханд. В результате власть перешла к другим сардарам Рохиллы, наиболее важными из которых были Хафиз Рахмат Хан Бареч, Наджиб ад-Даула и Данди-хан. Согласно переписи населения Индии 1901 года, общая численность пуштунов (патанов) в округе Барейли составляла 40 779 человек, в то время как общая численность населения составляла 1 090 117 человек.

### После битвы при Панипате в 1761 году
В третьей битве при Панипате (1761) один из сардаров Рохиллы, Наджиб ад-Даула, вступил в союз с афганским шахом Ахмад-шахом Абдали против маратхов. Он не только предоставил 40 000 солдат Рохиллы, но и 70 орудий союзникам. Он также убедил Шуджа-уль-Даулу, наваба Аудха, присоединиться к войскам Ахмад-шаха Абдали против маратхов. В этой битве маратхи потерпели поражение, и, как следствие, сила рохиллы возросла.
Маратхи вторглись в Рохилкханд, чтобы отомстить за участие рохиллы в Панипатской войне. Маратхи под предводительством маратхского правителя Махаджи Шинде вошли в земли Сардара Наджиб ад-Даула, которые после смерти сардара перешли к его сыну Забите Хану. Забита Хан сначала сопротивлялся нападению, но в конечном итоге был побежден маратхами и вынужден бежать в лагерь Шуджа-уд-Даула, а его страна была разорена маратхами. Правитель маратхов Махаджи Шинде захватил в плен семью Забита Хана, осквернил могилу Наджиба ад-Даула и разграбил его крепость . Главным оставшимся сардаром Рохиллы был Хафиз Рахмат Хан Бареч, и через него было заключено соглашение с навабом Ауда, Шуджа-уд-Даула, по которому рохиллы согласились заплатить четыре миллиона рупий в обмен на военную помощь против маратхов. Однако, после того, как Ауд напал на Рохилла, они отказались платить.
Впоследствии рохилла подверглись нападению со стороны соседнего княжества Ауд, которое также получило помощь от войск Британской Ост-Индской компании под командованием полковника Александра Чемпиона. Этот конфликт известен как Рохиллская война (1774—1775). Когда в апреле 1774 года был убит Хафиз Рахмат Хан Бареч, сопротивление рохиллы рухнуло, и Рохилкханд был аннексирован княжеством Ауд. Большинство рохилла либо эмигрировали, либо начали партизанскую войну против аннексии. Роль Уоррена Хастингса в конфликте была обнародована во время его импичмента.
С 1774 по 1799 год регионом управлял Хваджа Алмас Хан, мео из Харьяны, как представитель правителей Ауда. Этот период был особенно тяжелым для Рохилла, поскольку Алмас Хан прилагал все усилия, чтобы ослабить Рохилла. В 1799 году Британская Ост-Индская компания аннексировала территорию и начала выплачивать пенсию семье Хафиза Рахмат-хана.

### Создание княжества Рампур

Флаг княжества Рампур.

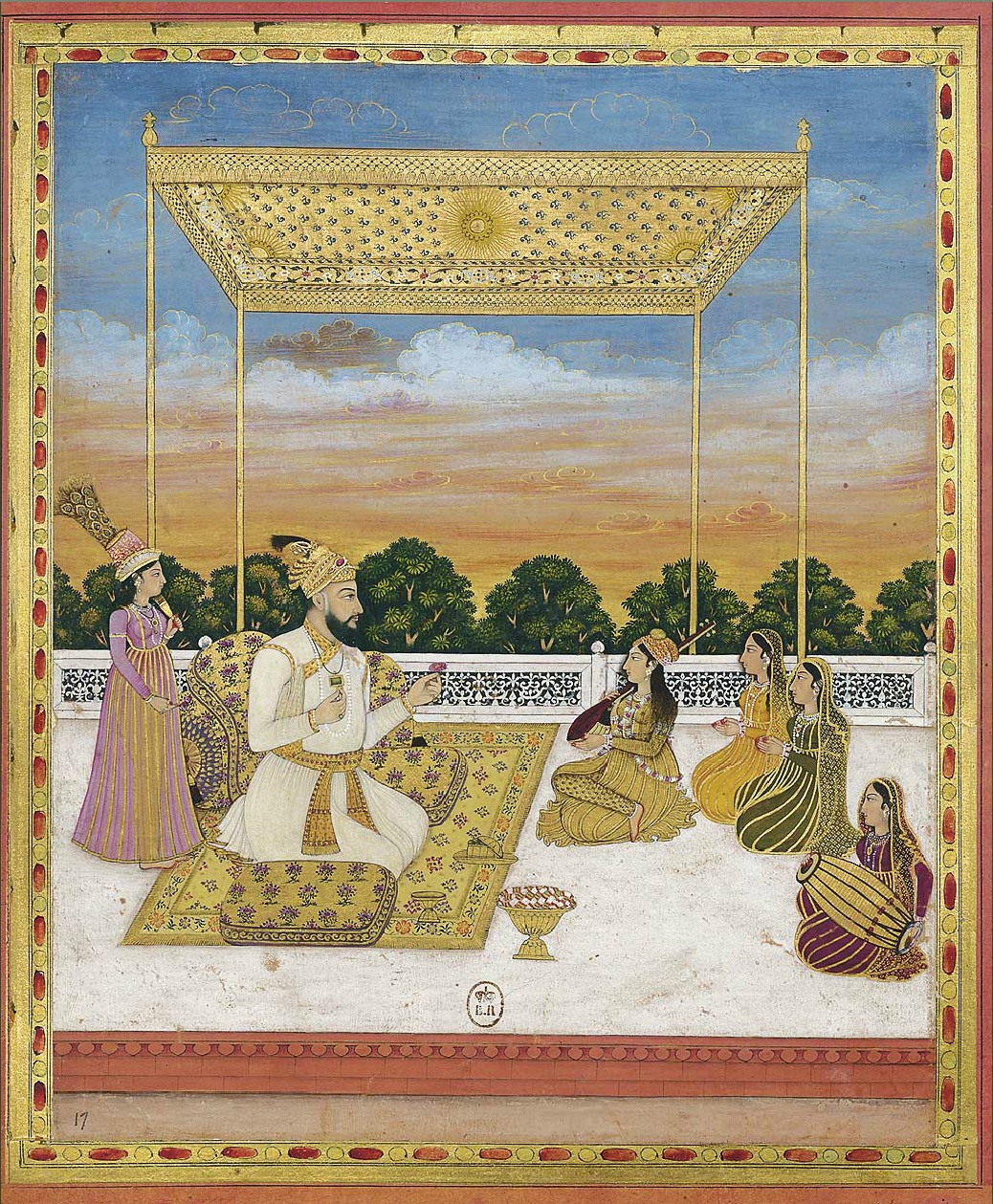
Наваб Мухаммад Хан Бангаш (1665—1743), около 1730 года, Национальная библиотека Франции, Париж

Хотя большая часть Рохилкханда была аннексирована, княжество Рампур было основано Навабом Файзуллой ханом 7 октября 1774 года в присутствии полковника Александра Чемпиона и после этого оставался послушным государством под защитой Великобритании. Первый камень нового форта в Рампуре был заложен в 1775 году Навабом Файзуллой ханом. Первый Наваб предложил переименовать город Файзабад, но и многие другие места были известны под этим именем, поэтому его название было изменено на Мустафабад.
Наваб Файзулла хан правил 20 лет. Он был покровителем образования и начал собирать арабские, персидские, турецкие и хиндустанские рукописи, которые сейчас хранятся в библиотеке Рампур Раза. После его смерти его место занял его сын Мухаммед Али Хан. Он был убит старейшинами Рохиллы после 24 дней правления, а брат Мухаммеда Али хана, Гулам Мухаммад Хан, был провозглашен новым навабом. Ост-Индская компания выступила против этого, и после правления, длившегося всего 3 месяца и 22 дня, Гулам Мухаммад хан был осажден и разбит войсками Ост-Индской компании. Британцы поддержали кандидатуру сына Мухаммеда Али хана, Ахмада Али Хана, на пост нового наваба. Он правил 44 года. У него не было сыновей, поэтому Мухаммад Саид хан, сын Гулама Мухаммада хана, стал новым навабом после его смерти. Он учредил суды и улучшил экономическое положение крестьян. Его сын Мухаммад Юсуф Али Хан занял пост после его смерти, а его сын, Калб Али Хан, стал новым навабом после его смерти в 1865 году.
| Наваб Рампура | Наваб Рампура                                              | Начало правления | Конец правления |
| ------------- | ---------------------------------------------------------- | ---------------- | --------------- |
| 2             | Файзулла Хан                                               | 15 сентября 1774 | 24 июля 1793    |
| 4             | Мухаммад Али Хан Бахадур                                   | 24 июля 1793     | 11 августа 1793 |
| 5             | Гулам Мухаммад Хан Бахадур                                 | 11 августа 1793  | 24 октября 1794 |
| 6             | Ахмад Али Хан Бахадур                                      | 24 октября 1794  | 5 июля 1840     |
| 7             | Насрулла Хан — Регент                                      | 24 октября 1794  | 1811            |
| 8             | Мухаммад Саид Хан Бахадур                                  | 5 июля 1840      | 1 апреля 1855   |
| 9             | Юсеф Али Хан Бахадур                                       | 1 апреля 1855    | 21 апреля 1865  |
| 10            | Калб Али Хан Бахадур                                       | 21 апреля 1865   | 23 марта 1887   |
| 11            | Мухаммад Муштак Али Хан Бахадур                            | 23 марта 1887    | 25 февраля 1889 |
| 12            | Хамид Али Хан Бахадур                                      | 25 февраля 1889  | 20 июня 1930    |
| 14            | Генерал Азимуддин Хан — Регент                             | 25 февраля 1889  | 4 апреля 1894   |
| 15            | Раза Али Хан Бахадур                                       | 20 июня 1930     | 6 марта 1966    |
| 16            | Муртаза Али Хан Бахадур — Княжество упразднено в 1971 году | 6 марта 1966     | 8 февраля 1982  |
| 17            | Зульфикар Али Хан Бахадур                                  | 8 февраля 1982   | 5 апреля 1992   |
| 17            | Мухаммад Казим Али Хан                                     | 5 апреля 1982    | настоящее время |

### Период (1857—1947)
Период между восстанием 1857 года и провозглашением независимости Индии в 1947 году был периодом стабильности для общины Рохилла. В 1858 году британское колониальное правительство объявило всеобщее помилование всем тем, кто принимал участие в восстании индийцев. Некоторые племена были наказаны за помощь повстанцам. Другим племенам пришлось мигрировать в Дели и Гургаон, в то время как другие мигрировали в регион Декан. Условия улучшились после нескольких лет и миграции из Северо-Западной пограничной провинции и Афганистана возобновился, пополнив популяцию Рохиллы. В этот период на рохилла также повлияло реформистское движение сэра Саида Ахмеда Хана, многие из которых приняли современное образование. Ахмад Раза Хан, основатель суннитской секты Барелви, также родился среди рохилла, и город Барейли стал важным центром изучения ислама в Северной Индии.
В то время как большинство рохилла оставались землевладельцами и земледельцами, значительное меньшинство получило западное образование и занялось такими профессиями, как юриспруденция и медицина. Они также начали проявлять интерес к политическим дебатам в течение последнего десятилетия XIX века. Некоторые из них присоединились к недавно созданному Индийскому национальному конгрессу, в то время как других привлек панисламизм. Этот период также ознаменовался массовым принятием мусульманской культуры Северной Индии с урду становится родным языком народа рохилла. На самом деле термин рохилла постепенно заменялся термином «патан», который был новой самоидентификацией. Однако чувство самобытности оставалось сильным, поскольку рохиллы проживали в разных кварталах городов, таких как Какар-Тола, Пани-Тола и Гали-Навабан в Барейли, где жили потомки Хафиз Рахмат Хана. Существовали смешанные браки с соседними мусульманскими общинами, такими как шейхи, мусульмане-раджпуты и камбох. Таким образом, на заре независимости рохилла теряли свой особый статус сообщества.

## XX век
Независимость Пакистана и Индии в 1947 году оказала глубокое влияние на сообщество Рохилла. Подавляющее большинство из них эмигрировало в Пакистан в 1947 году. На тех, кто остался в Индии, повлияла отмена системы заминдари в 1949 году, а также присоединение штата Рампур к Индии, и многие из них мигрировали, чтобы присоединиться к своим родственникам в Карачи, Пакистан. В настоящее время рохилла образуют две отдельные общины: большинство в Пакистане и небольшое меньшинство, проживающее в Индии.

### В Индии
В настоящее время рохилла составляют одну из крупнейших мусульманских общин штата Уттар-Прадеш и распространены по всему штату Уттар-Прадеш, при этом поселения в Рампуре, Барейли, Шахджаханпуре в Рохилкханде являются самыми густонаселенными. В настоящее время в городах они говорят на хиндустани, а в сельских поселениях — на кхари боли.
Сообщество патан (рохилла) Уттар-Прадеша состоит из шестнадцати подгрупп: Гильзаи, Афридии, Баракзаи, Бареч, Даудзаи, Марват, Дуррани, Беттани, Нагар, Горгушти, Сур Пуштун, Какар, Халил, Мохманд, Мохаммадзай, Оракзай, Юсуфзай и Вазир, все из которых произошли от известных пуштунских племен. Некоторые рохилла-патаны проживают в округе Вашим и Нандед в штате Махараштра, территория племени Техсил Кинват. Небольшое население также проживает в Бенди и Копре, двух деревнях Кинват-Талука. В старых частях мусульманских районов городов Уттар-Прадеша, патаны сохранили свои собственные жилые кварталы. Патаны не являются эндогамной группой, и браки по договоренности заключаются с другими мусульманскими общинами суннитского толка с аналогичным социальным статусом, такими как племя Великих Моголов, мусульмане-раджпуты и шейхи хотя в сообществе все еще предпочтение отдается браку.
Рохилла исторически были землевладельцами и солдатами, поэтому некоторые части общины связаны с сельским хозяйством в Рохилкханде, в то время как многие офицеры рохилла, служившие в британской индийской армии в 1940-х годах, мигрировали в Пакистан и присоединились к пакистанской армии; известные среди них генерал Рахимуддин Хан и генерал Ахтар Абдур Рахман. Они также были заметны в мусульманской религиозной сфере в UP, произведя много улемов и хафизов, а также построили и финансировали многие мечети и медресе. С точки зрения формального образования, они рассматриваются как сообщество, которое положительно относится к западному образованию, и многие из них являются профессиональными врачами и юристами.

### В Пакистане
В Пакистане рохилла и другие говорящие на урду патаны в настоящее время полностью ассимилировались в более крупное сообщество, говорящее на урду. Среди потомков рохилла патанов в Пакистане нет чувства корпоративной идентичности с высокой степенью смешанных браков с другими мусульманами. В основном они живут в Карачи, Хайдарабаде, Суккуре и других городских районах Синда. Многие из них занимали высокие посты в правительстве, в частности Сахибзада Якуб Хан, Рохилла, который был министром иностранных дел Пакистана в 1980-х годах.